# Vuelta a Andalucía 1992
La 38ª edición de la Vuelta a Andalucía se disputó entre el 4 y el 9 de febrero de 1992 con un recorrido de 804,0 km dividido en 6 etapas, con inicio en Chiclana de la Frontera, con una contrarreloj por equipos y final en Granada. 
El vencedor, el español Miguel Ángel Martínez, cubrió la prueba a una velocidad media de 37,761 km/h. La clasificación de la regularidad fue para el británico Malcolm Elliott mientras que en la de la montaña se impuso el español Juan Carlos Martín Martínez y en la de metas volantes el holandés John Talen.

## Etapas
| Etapa | Fecha        | Recorrido                                         | Km         | Ganador de la etapa |
| 1ª    | 4 de febrero | Chiclana de la Frontera - Chiclana de la Frontera | 15,5 (CRE) | ONCE                |
| 2ª    | 5 de febrero | Tarifa - Torremolinos                             | 160,0      | Wilfried Nelissen   |
| 3ª    | 6 de febrero | Benalmádena - Motril                              | 196,0      | Maurizio Fondriest  |
| 4ª    | 7 de febrero | Almuñécar - Almería                               | 172,0      | Jesús Montoya       |
| 5ª    | 8 de febrero | Guadix - Jaén                                     | 140,0      | Johan Museeuw       |
| 6ª    | 9 de febrero | Santa Fe - Granada                                | 121,0      | Hendrik Redant      |